# Karl Jänig
Karel Jaenig, též Karl Jänig (5. března 1835, Bělá – 6. října 1914, Praha-Nové Město), byl český, německy mluvící duchovní.

## Stručný životopis
Pocházel z jižních Čech, byl synem myslivce na panství Buquoyů. Na náklady pražského světícího biskupa Karla Průchy studoval na teologické fakultě v Praze, kde se teprve naučil česky. Po svém vysvěcení na kněze působil jako kaplan ve Vilštejně, pak v Kraslici a nakonec v římské Animě. Po doktorátu z církevního práva působil na pražském církevním soudu, pak jako ředitel kostela na Campo Santo Teutonico. O Vánocích roku 1872 se stal vicerektorem a posléze v letech 1873–1887 rektorem německého semináře a hospice Santa Maria dell’Anima v Římě. V roce 1886 získal titul monsignore (apoštolský protonotář), roku 1887 byl z národnostních důvodů zbaven úřadu rektora a cestoval po Středomoří. Pak byl ustanoven administrátorem kostela sv. Jana Nepomuckého na Skalce na Novém Městě. Za jeho působení došlo kromě rozsáhlých oprav kostela i k výstavbě novobarokní budovy administrace kostela (fary). Byla postavena v letech 1902–1904 podle návrhu architekta Antonína Wiehla a Mons. Jänig v ní též žil až do své smrti 6. října 1914.
Byl držitelem rytířského řádu Františka Josefa I. a Řádu Železné koruny III. třídy.

### Jänig a česká přítomnost v Římě
Karl Jänig se velmi zasloužil o získání českého hospice sv. Václava v Římě na Via dei Banchi Vecchi zpět do rukou české církve a také o založení české bohoslovecké koleje v Římě (Bohemicum, pozdější Nepomucenum). Český hospic byl připsán nově vzniklé koleji 19. dubna 1886, poté, co se Jänig zřekl svých právních nároků vůči domu („Český dům“), který byl na jeho náklady opraven. Jänig také obnovil konfraternitu (bratrstvo) sv. Jana Nepomuckého v římském kostele San Lorenzo in Lucina.